# Aelbrechtskade
De Aelbrechtskade in de wijk Nieuwe Westen is een straat in Rotterdam-West, en loopt van het Aelbrechtsplein en de Abraham van Stolkweg naar de Lage Erfbrug, Nieuwe Binnenweg en de Rochussenstraat waar hij in overgaat. Zijstraten van de Aelbrechtskade zijn de Craandijkstraat, de Groshansstraat, het Samuel Mullerplein, de Hooidrift, de Geuzenlaan en de Van der Hilststraat. 
Over de Aelbrechtskade ligt de Mathenesserbrug die de Mathenesserweg verbindt met Van Cittersstraat en de Vierambachtsstraat. De Aelbrechtskade is ongeveer 1150 meter lang. Parallel aan de Aelbrechtskade ligt het kanaal de Delfshavense Schie. Aan de Aelbrechtskade bevinden zich tal van bedrijven. De straat is vernoemd naar Albrecht van Beieren, graaf van Holland en Henegouwen, die in 1389 aan de stad Delft toestemming gaf om de Delfshavense Schie te graven.

## Geschiedenis
In Delfshaven waren in de 18e eeuw diverse branderijen. Zo ook branderij De Watergeus die aan de Aelbrechtskade zat. Enkel een bovenlicht herinnert nog aan deze kleinschalige nijverheid. In 1925 vestigden orgelbouwers Valckx & Van Kouteren zich in deze straat.
Aan de Aelbrechtskade zat vroeger ook drukkerij "Romer" die in 1928 is opgericht. Omdat het bedrijfspand te klein werd, verhuisde drukkerij "Romer" naar een grotere bedrijfsruimte in de Spaanse Polder.

## Fotogalerij

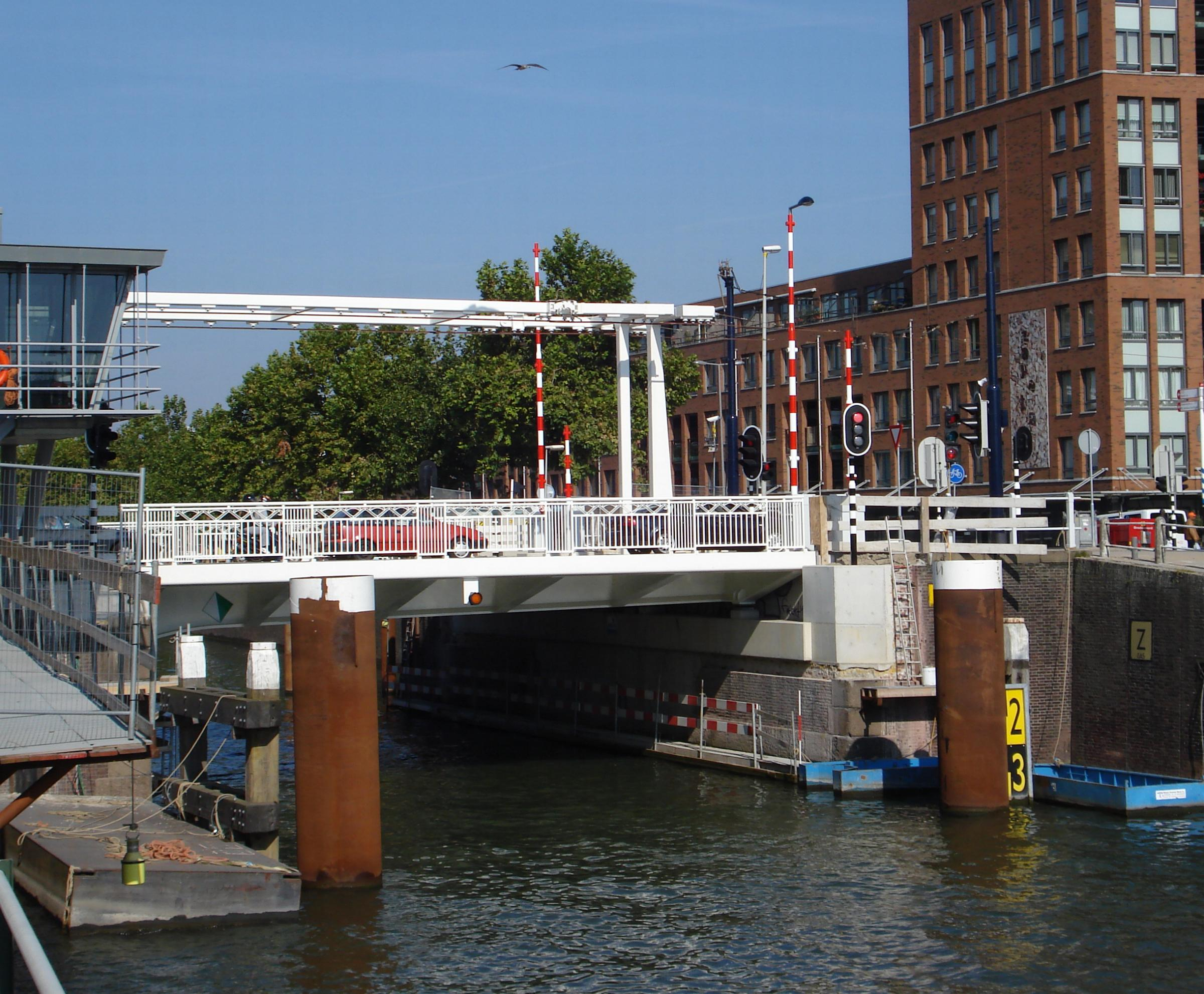
Lage Erfbrug en zicht op het gebouw 't Lage Erf met daarin woningen en bedrijfsruimte op de hoek Aelbrechtskade en de Nieuwe Binnenweg.

Aelbrechtskade ·
Beukelsdijk ·
G.J. de Jonghweg ·
's-Gravendijkwal ·
Havenstraat ·
Henegouwerlaan ·
Keilestraat ·
Keileweg ·
Marconiplein ·
Mathenesserlaan ·
Mathenesserplein ·
Müllerpier ·
Nieuwe Binnenweg ·
Piet Heynsplein ·
Piet Heynstraat ·
Puntegaalstraat ·
Rochussenstraat ·
Schiedamseweg ·
Vierhavensstraat ·
Westzeedijk